# Dimitri Mendeleev
Dimitri Ivanovici Mendeleev (în rusă Дми́трий Ива́нович Менделе́ев; pronunție rusă: [ˈdmʲitrʲɪj ɪˈvanəvʲɪtɕ mʲɪndʲɪˈlʲejɪf] ⓘ; n. 27 ianuarie/8 februarie 1834, Tobolsk, West Siberia Governorate-General⁠(d), Imperiul Rus – d. 20 ianuarie/2 februarie 1907, Sankt Petersburg, Imperiul Rus) a fost un chimist rus care a publicat un tabel periodic al elementelor asemănător cu cel actual. Tabelul lui Mendeleev era o reprezentare mai completă a relației complexe dintre elementele chimice, și, pe de altă parte, cu ajutorul acelui tabel, Mendeleev a fost capabil să prezică atât existența altor elemente (pe care le-a numit eka-elemente) nici măcar bănuite a exista pe vremea sa, precum și a proprietăților lor generale. Majoritatea previziunilor sale au fost confirmate de descoperirile ulterioare din chimie.

## Biografie
Dimitri Mendeleev s-a născut la 8 februarie 1834 în Tobolsk, Siberia, fiind ultimul dintre cei 14 copii ai lui Ivan Pavlovici Mendeleev și Mariei Mendeleeva. La vârsta de 14 ani, după moartea tatălui său, Mendeleev a urmat gimnaziul în Tobolsk. 
În 1849, familia Mendeleev, al cărei statut social și situație materială decăzuseră considerabil din cauza morții tatălui, se mută la Sankt Petersburg, unde tânărul de numai 16 ani intră la Institutul Pedagogic din Sankt Petersburg. După terminarea acestuia, în 1855, este diagnosticat cu tuberculoză, ceea ce determină mutarea sa în Peninsula Crimeea, într-o zonă recunoscută pentru valențele terapeutice ale aerului său sărat, esențial în tratamentul tuberculozei. Acolo, predă științe la gimnaziul local pentru un an. După completa sa însănătoșire, se reîntoarce total refăcut la Sankt Petersburg (în 1856). 
Între 1859 și 1861 a făcut cercetări asupra densității gazelor la Paris, și, mai apoi, a lucrat cu chimistul german Robert Bunsen și cu fizicianul Gustav Robert Kirchhoff la Heidelberg, făcând cercetări în domeniul chimiei. În 1863, după întoarcerea în Rusia, a devenit profesor de chimie la „Institutul Tehnologic” și la „Universitatea de Stat” din Sankt Petersburg. 
În ciuda faptului că Mendeleev a fost o personalitate științifică marcantă a timpului său, onorat de foarte multe organizații științifice din întreaga Europă, acasă, în Rusia, a fost privit cu suspiciune, ceea ce a dus la demisia sa de la catedra Universității din Sankt Petersburg în ziua de 17 august 1890.  
În ultimii săi ani de activitate profesională, a creat patentul clasic al votcii rusești, cu 40% alcool. Dar printre contribuțiile sale târzii mult mai importante se numără și studierea câmpurilor petrolifere din Rusia și contribuția sa semnificativă la crearea primelor rafinării rusești. 
A murit de gripă, la 73 de ani, la Sankt Petersburg.
Elementul chimic numărul 101 îi poartă numele: mendeleviu. De asemenea, un crater de pe lună îi poartă numele. Numele său a fost dat Institutului Național de Metrologie din Sankt Petersburg

## Tabelul periodic al elementelor

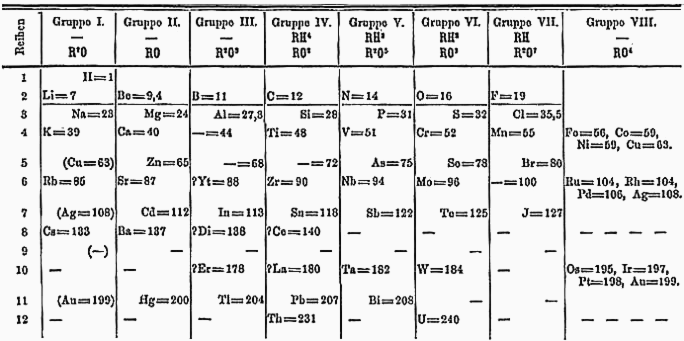
Tabelul periodic al lui Mendeleev din 1871

Pe 6 martie 1869, Mendeleev a prezentat Societății Ruse de Chimie o lucrare denumită Dependența între proprietățile masei atomice a elementelor, care propunea folosirea masei și a valenței pentru a descrie elementele.